# Антоновка (Горбовичский сельсовет)
Антоновка (бел. Антонаўка) — деревня в составе Горбовичского сельсовета Чаусского района Могилёвской области Республики Беларусь.

## История
В 1673 году упоминается как деревня в Оршанском повете ВКЛ.

## Население
- 2010 год — 28 человек